# Julia Ann
Pour les articles homonymes, voir Ann.
Ne doit pas être confondu avec Julia Hahn.
Julia Ann, née Julia Ann Tavella le 8 octobre 1969 à Glendale (Californie, États-Unis), est une actrice pornographique américaine.

## Jeunesse
Julia Ann est d'origine italienne par son grand-père, natif de Turin. Elle a grandi entourée d'animaux et a développé une passion pour les chevaux. Elle a également pris des leçons de piano et a appris à nager "comme un poisson".
À l'âge de douze ans, elle déménage avec ses parents à Idyllwid, en Californie, avant de partir, à dix-sept ans, habiter chez sa grand-mère, à Los Angeles.
Julia Ann pose d'abord dans le magazine de charme Penthouse.

## Carrière
En 1993, elle tourne son premier film X : Hidden Obsessions d'Andrew Blake. Elle travaille ensuite pour Ultimate Pictures.
Julia choisit alors mieux ses films et part en tournée à travers les États-Unis dans un spectacle de strip-tease où elle accompagne Janine Lindemulder. Ce spectacle s'intitule Blondage. Elle arrête et reprend sa carrière par intermittences, notamment pour étudier. Elle signe ensuite un contrat d'exclusivité avec le studio Vivid. Julia, est qualifié de MILF dans le milieu porno américain notamment pour ses nombreuses scènes avec des partenaires bien plus jeunes.
Elle fait partie de l'AVN Hall of Fame.

## Vie privée
Julia Ann s'est mariée au réalisateur de films pour adultes Michael Raven le 21 juin 2003. Ils ont divorcé en 2007.
En plus de ses augmentations mammaires, Julia Ann a subi une labiaplastie. Elle a également fait une rhinoplastie à la suite d'un accident d'équitation.
Julia Ann a confié ne jamais regarder les films dans lesquels elle apparaît, se considérant comme sa "critique la plus sévère".

## Récompenses et nominations
AVN Awards
- 2017 : Star du cinéma traditionnel de l'année (Mainstream Star of the Year)[2]
- 2015 : Hottest MILF (Fan Award)[3]
- 2013 : MILF/Cougar Performer of the Year[4]
- 2011 : MILF/Cougar Performer of the Year
- 2010 : MILF/Cougar Performer of the Year
- 2010 : Best Makeup for The 8th Day
- 2004 : Meilleure actrice dans une vidéo (Best Actress – Video) pour Beautiful[5]
- 2000 : Meilleure scène entre femmes avec Janine Lindemulder pour le film Seven Deadly Sins
- 1994 : Meilleure scène entre femmes avec Janine Lindemulder pour le film Hidden Obsessions

AVN Hall of Fame (2004)
XRCO Awards
- 2012 : XRCO Hall of Fame
- 2011 : MILF Of The Year[6]
- 2009 : MILF Of The Year[7]
- 1994 : Best Girl-Girl Scene for Hidden Obsessions

XBIZ Awards
- 2014 : MILF Performer of the Year

NightMoves Award
- 2013 : Best MILF Performer (Fan's Choice)

## Filmographie sélective
Films érotiques
- 1993 : Les femmes érotiques
- 1999 : Veronica 2030 : Veronica
- 1999 : Stripsearch (série télévisée) : la danseuse vedette

Films pornographiques
- Blondage (1994)
- Taboo 13 (1994)
- Wild Things 4 (1994)
- Where the Boys Aren't 7 (1995)
- Where the Boys Aren't 13 (1999)
- Where the Boys Aren't 12 (2000)
- Yo' Mama's a Freak 5 (2009)
- Golden Globes: Big Titty MILFs (2009)
- My Friend's Hot Mom 17 (2009)
- Chain Gang 2 (2009)
- Big Wet Asses! 15 (2009)
- Mrs. Demeanor (2009)
- Kittens & Cougars (2009)
- POV Jugg Fuckers 2 (2009)
- Erotic Stories 3: Lovers & Cheaters: The MILF Memoirs (2009)
- Superstar MILFs (2009)
- Mother Suckers (2009)
- Big Boob Orgy 2 (2009)
- MILFS Like It Big 3 (2009)
- Double Decker Sandwich 13 (2009)
- Wet Dreams Cum True 7 (2009)
- Girlvana 5 (2009)
- Busty Housewives 2 (2009)
- White Mommas 2 (2009)
- The Doll House 5 (2009)
- Women Seeking Women 50 (2009)
- DreamGirlz 2 (2009)
- Mother-Daughter Exchange Club 9 (2009)
- Marie Luv's Go Hard or Go Home (2009)
- Lesbian Seductions - Older/Younger 25 (2009)
- Lesbian Adventures: Victorian Love Letters (2009)
- Women Seeking Women 50 (2010)
- Women Seeking Women 59 (2010)
- Women Seeking Women 62 (2010)
- Lip Service (2010)
- 1, 2, 3, Baby Cum On Me (2011)
- Internal Damnation 4 (2011)
- Women Seeking Women 74 (2011)
- Lesbian Seductions - Older/Younger 38 (2011)
- My Friend's Hot Mom 14039 (2012)
- Women Seeking Women 87 (2012)
- Stepmother Teaches Anal (2012)
- Lesbian Adventures: Older Women, Younger Girls 2 (2012)
- Girls in White 2012 3 (2012)
- MILFs Like It Big 12 (2012)
- 2013 : My Wife Loves Women
- 2013 : Backdoor is Open
- 2013 : Lesbian Seductions - Older/Younger 44
- 2013 : My Girl Loves Anal 16649
- 2013 : Women Seeking Women 91
- 2014 : Your Stepmom Is Watching
- 2014 : Mother's Love
- 2014: Julia Ann Takes A Big Fat Cock In Her Ass
- 2014 : Lesbian Sorority Initiation
- 2014 : Lesbian Anal POV 4: MILF Edition
- 2014 : Lesbian Adventures: Older Women, Younger Girls 4
- 2014 : Women Seeking Women 109
- 2014 : Mother-Daughter Exchange Club 35
- 2014 : MILF Legend Julia Ann Gets It Up Her Asshole
- 2015 : Women Seeking Women 117
- 2015 : Lesbian Adventures: Older Women, Younger Girls 7
- 2015 : Lesbian Adventures: Older Women, Younger Girls 8
- 2015 : Real Stripper Experience
- 2016 : Cheer Squad Sleepovers 17
- 2016 : Mother-Daughter Exchange Club 43
- 2017 : Mother-Daughter Exchange Club 46
- 2017 : Julia Ann Blowjob Is Back
- 2017 : Mrs. Creampie 2
- 2017 : Women By Julia Ann 3: Because I Am Woman
- 2018 : Mother-Daughter Exchange Club 54
- 2018 : Mother-Daughter Exchange Club 55
- 2018 : Lesbian Adventures: Older Women, Younger Girls 12
- 2019 : Cum Inside Me (II)
- 2019 : Julia Anns Yoga Instructor Stretches Her MILF Asshole
- 2019 : Next Door MILF
- 2019 : Julia Ann Wants Cock
- 2020 : Julia Ann: Gangster MILF Anal Slut
- 2020 : Mrs. Creampie 26359
- 2020 : Busty Julia Ann Fools Around with Her Stepson
- 2020 : Girlcore 5
- 2021 : Dirty Masseur 20
- 2021 : Naughty Office 82
- 2022 : 2 Chicks Same Time 31457
- 2022 : Naughty Bookworms 31507
- 2022 : My First Sex Teacher 31562
- 2023 : My Friend's Hot Mom 31711